# Louis de Funès
Louis de Funès, all'anagrafe Louis Germain de Funès de Galarza (Courbevoie, 31 luglio 1914 – Nantes, 27 gennaio 1983), è stato un attore e comico francese.

## Biografia
La sua famiglia apparteneva alla nobiltà di Siviglia (con discendenza dai Marchesi di Galarza): il padre, Carlos Luis de Funès de Galarza (1871-1934), esercitava la professione di avvocato, diventando in seguito diamantaio, mentre la madre Léonor Soto Reguera (1878-1959) si occupava della famiglia. Il nonno materno, Teodolindo Soto Barro (1848-1906), era un influente politico in Spagna.
Il 27 aprile 1936 Louis sposò in prime nozze Germaine Louise Elodie Carroyer, dalla quale ebbe un figlio, Daniel Charles Louis (nato nel 1937).
Dopo il divorzio nel 1942, l'anno successivo Louis sposò in seconde nozze Jeanne Augustine Barthélèmy, pronipote di Guy de Maupassant. Da lei ebbe due figli: Patrick Charles (nato nel 1944), divenuto medico radiologo e Olivier de Funès (nato nel 1949), divenuto comandante pilota dell'Air France.
Louis divenne pianista e fece buon uso di questa capacità in alcuni dei suoi film, quali Colpo grosso ma non troppo (1965), Chi ha rubato il presidente? (1966) e Beato fra le donne (1970).
Cimentatosi inizialmente nel teatro, malgrado le brevi apparizioni fu notato presto per la sua vena comica, in particolare da Sacha Guitry che lo ingaggiò diverse volte. Gli aspetti principali della comicità di de Funès erano la sua abilità nel mimare e fare smorfie, la prorompente vitalità nell'esprimere emozioni od opinioni, la capacità di rappresentare la collera, di emettere grugniti e rumori, di gesticolare in maniera vivace. Negli anni Cinquanta cominciò a farsi conoscere grazie a film come Ah! Les belles bacchantes e Il montone a cinque zampe, ove affiancò i più grandi attori dell'epoca, ma anche La legge del più furbo (1958), dove interpretò il ruolo del bracconiere che elude puntualmente l'occhio vigile di una guardia forestale, e che gli valse il titolo di migliore comico attuale.
Tuttavia dovette aspettare il 1964 per diventare davvero famoso con Una ragazza a Saint-Tropez, prima pellicola della serie dei Gendarmi. Appena due mesi più tardi, trionfò ancora nel ruolo di un rappresentante delle forze dell'ordine, l'ispettore Juve, in Fantomas 70 (1964), accanto a Jean Marais e a Mylène Demongeot. Mentre il successo tra il grande pubblico cresceva sempre più, alla fine del 1964 girò Colpo grosso ma non troppo di Gérard Oury, in cui apparve accanto a Bourvil. Nel 1966 fu la volta di Tre uomini in fuga, sempre con Bourvil: il film detenne il record dei biglietti venduti al botteghino in Francia (17 milioni), fino all'arrivo del film Titanic di James Cameron del 1997. Nello stesso periodo, De Funès ritornò al teatro.
A fine novembre del 1971 iniziarono le rappresentazioni di Oscar al teatro del Palais-Royal, in cui De Funès recitò quasi tutte le sere fino al settembre del 1972, salvo un'interruzione estiva. Nel 1973 girò Le folli avventure di Rabbi Jacob, che uscì il 18 ottobre dello stesso anno. Subito dopo, si trovò nuovamente sul palcoscenico al Théâtre des Champs-Élysées. Fino al 25 aprile 1974 recitò quasi duecento volte la pièce di Jean Anouilh: La Valse des Toréadors (Il valzer dei toreador), che fu la sua ultima apparizione teatrale.
Da quel momento si concesse un periodo di riposo nel castello di famiglia della moglie, situato presso Le Cellier, nel dipartimento della Loira Atlantica, dove si occupò molto di giardinaggio, rifiutando qualsiasi altro impegno prima delle riprese - che si prevedevano faticose - del successivo film di Gérard Oury, Le Crocodile, previste per il maggio del 1975, nel quale avrebbe dovuto interpretare la parte di un dittatore sudamericano.
Ma nel marzo del 1975, mentre la fase di pre-produzione de Le Crocodile era già a buon punto, fu vittima di un infarto, che lo fece rinunciare definitivamente agli impegni teatrali. Anche la sua carriera cinematografica ne risultò compromessa, dato che gli assicuratori non volevano più sostenere i rischi delle riprese di un altro film, finché Claude Zidi, il regista de L'ala o la coscia? (1976), riuscì a ottenere un'assicurazione per due settimane di riprese.
Louis de Funès recitò ancora in alcuni film, come La Zizanie (1978), con Annie Girardot, e Il gendarme e gli extraterrestri (1979). Nel 1980 realizzò una versione cinematografica di una commedia di Molière secondo la propria interpretazione personale: fu così che L'Avare raggiunse il grande schermo, anche se non ebbe che un modesto successo. Nello stesso anno Jerry Lewis gli consegnò di persona il César alla carriera.
Nel 1981 girò una trasposizione cinematografica del romanzo La Soupe aux choux di René Fallet, insieme a Jean Carmet e Jacques Villeret. La sua carriera giunse al termine l'anno seguente, con Le Gendarme et les gendarmettes: il 27 gennaio 1983 fu vittima di un altro infarto, che gli risultò fatale. È sepolto al cimitero di Le Cellier. Gli venne dedicato anche il film Papy fait de la résistance (1983), in cui doveva avere il ruolo di Papy o del fratellastro di Adolf Hitler, ma dopo la morte improvvisa fu sostituito da Michel Galabru e da Jacques Villeret.

### In coppia con altri comici
Il talento di de Funès si adattava bene all'ambito del duo comico, sia fisso che occasionale, con attori dei generi più diversi:
- Claude Gensac, nota col soprannome "Ma biche", la donna complice dei personaggi di de Funès;
- Michel Galabru, nel ruolo del superiore di de Funès nella serie Gendarme e che gli fa da spalla burlesca;
- Bourvil, nel ruolo dell'imbianchino, con cui fugge dai Tedeschi e aiuta tre paracadutisti inglesi;
- Yves Montand in Mania di grandezza;
- Coluche, che interpreta la parte del figlio di de Funès ne L'ala o la coscia?;
- Bernard Blier, l'ispettore che lo insegue in Jo e il gazebo;
- Olivier de Funès, suo figlio, in Le grandi vacanze, Beato fra le donne, Fantomas minaccia il mondo, Chi ha rubato il presidente?, Louis de Funès e il nonno surgelato, Aggrappato ad un albero, in bilico su un precipizio a strapiombo sul mare e Oscar nella versione teatrale;
- Jean Gabin in Nemici... per la pelle;
- Jacques Villeret in La Soupe aux choux;
- Jean Marais in Fantomas 70, Fantomas minaccia il mondo e Fantomas contro Scotland Yard;
- Maurice Risch, soprattutto in Le grandi vacanze, alcuni episodi di Una ragazza a Saint-Tropez e La Zizanie;
- Totò in I tartassati e Totò, Eva e il pennello proibito.

De Funès e Totò rimasero sempre amici; spesso in Francia Totò fu doppiato da de Funès.

## Giudizio critico
Scrive il critico cinematografico italiano Edoardo Caroni:
De Funès non ha mai voluto interpretare ruoli drammatici, rimanendo fino alla fine un inguaribile clown. Il perfezionismo e la pignoleria, accompagnate da un atteggiamento sovente ansioso, ne hanno segnato il percorso artistico. Nel lavoro non si risparmierà mai, da vero professionista. È stato per due decenni (dal 1963 al 1983) il campione incontrastato del botteghino d'oltralpe e uno degli attori francesi più conosciuti al mondo. Ha avuto la capacità di adattarsi nel tempo ai gusti di un pubblico via via maggiormente esigente e colto. Il suo genio comico ha attirato nelle sale milioni di spettatori, consapevoli che con lui andavano sul sicuro, non rischiando mai di assistere ad uno spettacolo scandaloso, malinconico o violento. Ha costantemente fatto cinema per tutta la famiglia e questo è uno dei segreti del suo enorme successo.

## Musée Louis de Funès
Il 31 luglio 2019 è stato inaugurato a Saint-Raphaël il Musée Louis de Funés. Nell'occasione Nice-Matin e Var-Matin hanno realizzato sette interviste a personaggi che hanno collaborato con Louis de Funès pubblicandole periodicamente nel corso dell'estate 2019.

## Filmografia

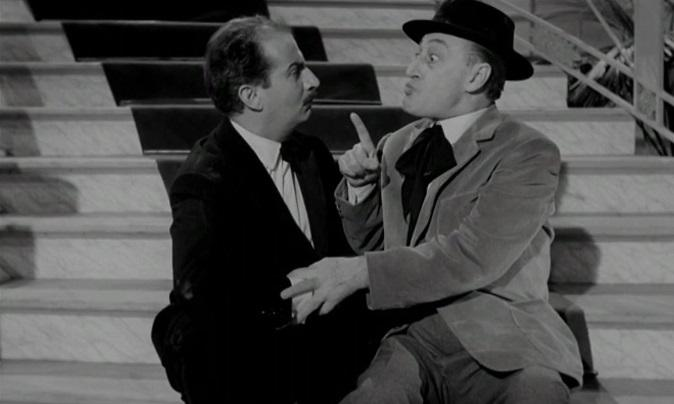
Louis De Funès con Totò nel film Totò, Eva e il pennello proibito (1959)

Louis de Funès nel film Colpo grosso ma non troppo (1965)

Louis de Funès nel film Si salvi chi può (1967)

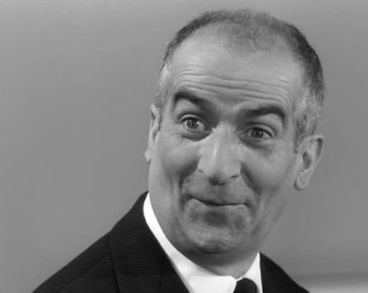
Louis de Funès in Per favore, chiudete le persiane (1965)

- La Tentation de Barbizon, regia di Jean Stelli (1945)
- Le château de la dernière chance, regia di Jean-Paul Paulin (1946)
- Dernier refuge, regia di Marc Maurette (1947)
- Six heures à perdre, regia di Alex Joffé e Jean Levitte (1947)
- Amore e fortuna (Antoine et Antoinette), regia di Jacques Becker (1947)
- Croisière pour l'inconnu, regia di Pierre Montazel (1947)
- I cavalieri di ventura (Du Guesclin), regia di Bernard de La Tour (1948)
- Vient de paraître, regia di Jacques Houssin (1949)
- Mon ami Sainfoin, regia di Marc-Gilbert Sauvajon (1949)
- Mission à Tanger, regia di André Hunebelle (1949)
- Millionnaires d'un jour, regia di André Hunebelle (1949)
- Au revoir Monsieur Grock, regia di Pierre Billon (1949)
- Rendez-vous avec la chance, regia di Emile-Edwin Reinert (1949)
- Pas de week-end pour notre amour, regia di Pierre Montazel (1949)
- Un certain monsieur, regia di Yves Ciampi (1949)
- Je n'aime que toi, regia di Pierre Montazel (1949)
- La strega del Rodano (Le Jugement de Dieu), regia di Raymond Bernard (1949)
- Vipere, regia di Emile-Edwin Reinert (1950)
- La Rue sans loi, regia di Claude Dolbert et Marcel Giraud (1950)
- Adémaï au poteau-frontière, regia di Paul Colline (1950)
- Knock ovvero il trionfo della medicina (Knock), regia di Guy Lefranc (1950)
- È più facile che un cammello..., regia di Luigi Zampa (1950)
- La Rose rouge, regia di Marcello Pagliero (1951)
- Les Joueurs, regia di Claude Barma - cortometraggio (1951)
- Un Amour de parapluie, regia di Jean Laviron - cortometraggio (1951)
- Bibi Fricotin, regia di Marcel Blistène (1951)
- Il sonnambulo (Boniface Somnambule), regia di Maurice Labro (1951)
- Boîte à vendre, regia di Claude-André Lalande - cortometraggio (1951)
- ...e mi lasciò senza indirizzo (Sans laisser d'adresse), regia di Jean-Paul Le Chanois (1951)
- Champions Juniors, regia di Pierre Blondy - cortometraggio (1951)
- 90 degrés à l'ombre, regia di Norbert Carbonnaux - cortometraggio (1951)
- Le Roi du bla bla bla, regia di Maurice Labro (1951)
- La vie est un jeu, regia di Raymond Leboursier (1951)
- La passante, regia di Henri Calef (1951)
- Ho ucciso mia moglie (La Poison), regia di Sacha Guitry (1951)
- Pas de vacances pour Monsieur le Maire, regia di Maurice Labro (1951)
- Le Dindon, regia di Claude Barma (1951)
- L'Amant de paille, regia di Gilles Grangier (1951)
- Folie douce, regia di Jean-Paul Paulin (1951)
- Ma femme est formidable, regia di André Hunebelle (1951)
- La ragazza di Trieste (Les Loups chassent la nuit), regia di Bernard Borderie (1951)
- Le voyage en Amérique, regia di Henri Lavorel (1951)
- I sette peccati capitali (Les Sept Péchés capitaux), regia di Jean Dréville (1952) - episodio Pigrizia
- Anni perduti (Ils étaient cinq), regia di Jack Pinoteau (1952)
- I denti lunghi (Les Dents longues), regia di Daniel Gélin (1952)
- Agence matrimoniale, regia di Jean-Paul Le Chanois (1952)
- La fugue de Monsieur Perle, regia di Pierre Gaspard-Huit (1952)
- Week-end à Paris, regia di Gordon Parry (1952)
- La sconfitta dello scapolo (Elle et moi), regia di Guy Lefranc (1952)
- Je l'ai été trois fois, regia di Sacha Guitry (1952)
- Monsieur Taxi, regia di André Hunebelle (1952)
- Monsieur Leguignon Lampiste, regia di Maurice Labro (1952)
- Le Huitième Art et la manière, regia di Maurice Regamey - cortometraggio (1952)
- L'ussaro fantasma (Moineaux de Paris), regia di Maurice Cloche (1952)
- L'amour n'est pas un péché, regia di Claude Cariven (1952)
- La mondana rispettosa (La Putain respectueuse), regia di Charles Brabant e Marcello Pagliero (1952)
- La tournée des grands ducs, regia di André Pellenc, terminato da Norbert Carbonnaux (1952)
- Le sorcier blanc, regia di Claude Lalande (1952)
- Tambour battant, regia di Georges Combret (1953)
- Le compagne della notte (Les Compagnes de la nuit), regia di Ralph Habib (1953)
- La vita di un onest'uomo (La Vie d'un honnête homme), regia di Sacha Guitry (1953)
- Le Rire - cortometraggio, regia di Maurice Regamey (1953)
- Il dormitorio delle adolescenti (Dortoir des grandes), regia di Henri Decoin (1953)
- Au diable la vertu, regia di Jean Laviron (1953)
- Légère et court vêtue, regia di Jean Laviron (1953)
- Capitaine Pantoufle, regia di Guy Lefranc (1953)
- Il tradimento di Elena Marimon (Le Secret d'Hélène Marimon), regia di Henri Calef (1953)
- Faites-moi confiance, regia di Gilles Grangier (1953)
- Mon frangin du Sénégal, regia di Guy Lacourt (1953)
- Lo strano desiderio del signor Bard (L'Étrange Désir de Monsieur Bard), regia di Géza von Radványi (1953)
- Poisson d'avril, regia di Gilles Grangier (1954)
- Ah! Les belles bacchantes, regia di Jean Loubignac (1954)
- Quella certa età (Le Blé en herbe), regia di Claude Autant-Lara (1954)
- Le Chevalier de la nuit, regia di Robert Darène (1954)
- Les Corsaires du Bois de Boulogne, regia di Norbert Carbonnaux (1954)
- Escalier de service - episodio "Les Grimaldi" - regia di Carlo Rim (1954)
- Gli uomini non pensano che a quello (Les hommes ne pensent qu'à ça), regia di Yves Robert (1954)
- Huis clos, regia di Jacqueline Audry (1954)
- Les Intrigantes, regia di Henri Decoin (1954)
- Santarellina (Mam'zelle Nitouche), regia di Yves Allégret (1954)
- Il montone a cinque zampe (Le Mouton à cinq pattes), regia di Henri Verneuil (1954)
- Papà, mammà, la cameriera ed io... (Papa, maman, la bonne et moi), regia di Jean-Paul Le Chanois (1954)
- Fascino criminale (Les pépées font la loi), regia di Raoul André (1954)
- La Regina Margot (La Reine Margot), regia di Jean Dréville (1954)
- Scènes de ménage, regia di André Berthomieu (1954)
- Tourments, regia di Jacques Daniel-Norman (1955)
- Napoleone Bonaparte (Napoléon), regia di Sacha Guitry (1955)
- Ingrid - Die Geschichte eines Fotomodells, regia di Géza Von Radvanyi (1955)
- Les Impures, regia di Pierre Chevalier (1955)
- L'impossible Monsieur Pipelet, regia di André Hunebelle (1955)
- La piccola guerra (Les Hussards), regia di Alex Joffé (1955)
- La Bande à papa, regia di Guy Lefranc (1955)
- Si Paris nous était conté, regia di Sacha Guitry (1955)
- Frou-Frou, regia di Augusto Genina (1955)
- Mädchen ohne Grenzen, regia di Géza von Radvànyi (1955)
- La traversata di Parigi (La Traversée de Paris), regia di Claude Autant-Lara (1955)
- Bonjour sourire!, regia di Claude Sautet (1956)
- Papà, mammà, mia moglie ed io (Papa, maman, ma femme et moi), regia di Jean-Paul Le Chanois (1956)
- Bébés à gogo, regia di Paul Mesnier (1956)
- La legge della strada (La Loi des rues), regia di Ralph Habib (1956)
- Courte tête, regia di Norbert Carbonnaux (1956)
- Omicidio a pagamento (Comme un cheveu sur la soupe), regia di Maurice Regamey (1957)
- Vacanze a Malaga (Taxi, Roulotte et Corrida), regia di André Hunebelle (1958)
- La legge del più furbo (Ni vu, ni connu), regia di Yves Robert (1958)
- La vita a due (La Vie à deux), regia di Clément Duhour (1958)
- I tartassati, regia di Steno (1959)
- Totò, Eva e il pennello proibito, regia di Steno (1959)
- Il miliardo l'eredito io (Certains l'aiment froide), regia di Jean Bastia (1959)
- Il dottor Zigano (Mon pote le gitan), regia di François Gir (1959)
- Io... mio figlio e la fidanzata (Les Tortillards), regia di Jean Bastia (1960)
- Un cadavere in fuga (Dans l'eau qui fait des bulles), regia di Maurice Delbez (1961)
- Capitan Fracassa (Le Capitaine Fracasse), regia di Pierre Gaspard-Huit (1961)
- Il delitto non paga (Le crime ne paie pas) - episodio L'homme de l'avenue, regia di Gérard Oury (1961)
- La bella americana (La Belle Américaine), regia di Robert Dhéry (1961)
- Candido o l'ottimismo nel XX secolo (Candide ou l'optimisme du XXe siècle), regia di Norbert Carbonnaux (1961)
- Bandito sì... ma d'onore! (La Vendetta), regia di Jean Chérasse (1962)
- Un clair de lune à Maubeuge, regia di Jean Chérasse (1962)
- Il re delle corse (Le Gentleman d'Epsom), regia di Gilles Grangier (1962)
- I fortunati (Les Veinards), regia di Jean Girault - episodio Il grosso malloppo (Le Gros Lot) (1962)
- Io... 2 ville e 4 scocciatori (Nous irons à Deauville), regia di Francis Rigaud (1962)
- Le tentazioni quotidiane (Le Diable et les Dix Commandements), regia di Julien Duvivier (1962)
- 7-9-18 da Parigi un cadavere per Rocky (Des pissenlits par la racine), regia di Georges Lautner (1963)
- I tre affari del signor Duval (Pouic-Pouic), regia di Jean Girault (1963)
- Tre morti per Giulio (Carambolages), regia di Marcel Bluwal (1963)
- Faccio saltare la banca (Faites sauter la banque !), regia di Jean Girault (1963)
- Fantomas 70 (Fantomas), regia di André Hunebelle (1964)
- Due uomini in fuga... per un colpo maldestro (Une souris chez les hommes), regia di Jacques Poitrenaud (1964)
- Una ragazza a Saint-Tropez (Le Gendarme de Saint-Tropez), regia di Jean Girault (1964)
- Colpo grosso ma non troppo (Le Corniaud), regia di Gérard Oury (1965)
- Fantomas minaccia il mondo (Fantomas se déchaîne), regia di André Hunebelle (1965)
- Tre gendarmi a New York (Le Gendarme à New York), regia di Jean Girault (1965)
- Per favore, chiudete le persiane (Les Bons vivants), regia di Gilles Grangier (1965)
- Tre uomini in fuga (La Grande Vadrouille), regia di Gérard Oury (1966)
- Chi ha rubato il presidente? (Le Grand Restaurant), regia di Jacques Besnard (1966)
- Fantomas contro Scotland Yard (Fantomas contre Scotland Yard), regia di André Hunebelle (1967)
- Le grandi vacanze (Les Grandes Vacances), regia di Jean Girault (1967)
- Io, due figlie, tre valigie (Oscar), regia di Édouard Molinaro (1967)
- Si salvi chi può (Le Petit Baigneur), regia di Robert Dhéry (1967)
- Nemici... per la pelle (Le Tatoué), regia di Denys de La Patellière (1968)
- Calma ragazze, oggi mi sposo (Le Gendarme se marie), regia di Jean Girault (1968)
- Louis de Funès e il nonno surgelato (Hibernatus), regia di Édouard Molinaro (1969)
- Beato fra le donne (L'Homme orchestre), regia di Serge Korber (1970)
- 6 gendarmi in fuga (Le Gendarme en balade), regia di Jean Girault (1970)
- Mania di grandezza (La Folie des grandeurs), regia di Gérard Oury (1971)
- Jo e il gazebo (Jo), regia di Jean Girault (1971)
- Aggrappato ad un albero, in bilico su un precipizio a strapiombo sul mare (Sur un arbre perché), regia di Serge Korber (1973)
- Le folli avventure di Rabbi Jacob (Les Aventures de Rabbi Jacob), regia di Gérard Oury (1973)
- L'ala o la coscia? (L'Aile ou la cuisse), regia di Claude Zidi (1976)
- La Zizanie, regia di Claude Zidi (1978)
- Il gendarme e gli extraterrestri (Le Gendarme et les Extra-terrestres), regia di Jean Girault (1979)
- L'Avare, regia di Jean Girault (anche regista) (1980)
- La Soupe aux choux, regia di Jean Girault (1981)
- Le Gendarme et les gendarmettes, regia di Jean Girault e Tony Aboyantz (1982)

### Film non realizzati
- 1975: Merci Patron di Jean Girault: progetto abbandonato a causa dei suoi problemi di salute e delle tensioni tra il produttore e Les Charlots.
- 1975: Le Crocodile di Gérard Oury: progetto abbandonato a causa dei suoi problemi di salute.
- 1983: Papy fait de la résistance di Jean-Marie Poiré Louis de Funès doveva interpretare il ruolo di papy o del fratellastro di Adolf Hitler. A causa della sua morte, il ruolo è stato interpretato da Michel Galabru e Jacques Villeret.
- Le Cactus di Georges Lautner e Michel Audiard.
- Fantomas à Moscou.
- Le Gendarme dans l'espace o Le Gendarme et le Vol de la Joconde o Le Gendarme au Pays du Soleil Levant.

## Teatro
- 1926 : Le Royal Dindon di Bodèse[7]
- 1944 : L'Amant de paille di Marc-Gilbert Sauvajon, con Meg Lemonnier, Jean-Pierre Aumont, Bernard Blier, allestimento di Jean Wall, Théâtre Michel di Parigi: comparsa
- 1945 : Image anglaise di Jacques Armand, allestimento di Pierre Henry, Théâtre des Champs-Élysées : un cliente
- 1945 : La Maison de Bernarda Alba di Federico García Lorca, allestimento di Maurice Jacquemont, con Germaine Kerjean, Marthe Mellot, Silvia Monfort, Théâtre des Champs-Élysées : comparsa (28 dicembre)
- 1946 : Winterset di Maxwell Anderson, allestimento di André Certes, con Renaud Mary, Yves Vincent, Marie Carlot, Jean-Roger Caussimon, Léon Arvel, Daniel Gélin, Théâtre des Bouffes du Nord : il vagabondo (27 gennaio).
- 1946 : L'Île grande di Henriette Valet, allestimento di Teddy Bilis, con Louis Arbessier, Jacques Sarthou e Jeanne Stora, Théâtre de l'Œuvre (1º settembre).
- 1948 : Thermidor di Claude Vermorel, con regia dell'autore, con Claire Mafféi, Gisèle Grandpré, Claude Ferna, Gérard Oury, Théâtre Pigalle : Hanriot (24 marzo).
- 1949 : Le Journal de Jules Renard, sketch ispirati dall'opera di Jules Renard allestiti nel settembre 1949 al cabaret La Tomate, successivamente riproposta alla radio, con Raymond Souplex, Robert Rocca, Pierre Still, Francine Darbois, Michel Méry, Jean Carmet
- 1949 : Un tramway nommé Désir di Tennessee Williams, allestimento di Raymond Rouleau, con Arletty, Yves Vincent, Héléna Bossis, Daniel Ivernel, Maurice Regamey, Théâtre Édouard VII : Pablo (15 ottobre).
- 1950 : Le Fils du rémouleur di Max Révol, regia dell'autore, con Darry Cowl, Jean-Marc Thibault, Jean Richard, Max Révol, Théâtre du Chapiteau.
- 1951 : Vache de mouche di Michel Emer, regia dell'autore, con Jack Ary, Micheline Dax, Jean Carmet, Christian Duvaleix
- 1951 : Dominique et Dominique di Jean Davray, allestimento di Raymond Rouleau, con Lucien Nat, Jacques François, Théâtre Michel : Mr. Ernest (18 gennaio)
- 1952 : La Puce à l'oreille di Georges Feydeau, allestimento di Georges Vitaly, con Pierre Mondy, Marthe Mercadier, Jean Le Poulain, Théâtre Montparnasse : Augustin Ferraillon
- 1952 : La Peur des coups di Georges Courteline, con Colette Brosset
- 1952 : Bouboute et Sélection o Café liégrois di Robert Dhéry, regia dell'autore, con Dhéry, Colette Brosset, Roger Saget, Albert Rémy, Mondy, Gérard Calvi, René Dupuy, Théâtre Vernet : l'aiutante dei pompieri
- 1952 : Sans cérémonie di Jacques Vilfrid e Jean Girault, con Albert Préjean, Claude Gensac, Maria Mascelli, Jean d'Orgeix, Théâtre Daunou : il maggiordomo (23 settembre-9 novembre[8])
- 1953 : Ah ! les belles bacchantes di Dhéry, Francis Blanche e Calvi, allestimento di Dhéry, con Jacqueline Maillan, Jacques Legras, Théâtre Daunou (16 giugno)
- 1953 : Le Journal de Jules Renard adattamento di Robert Rocca e Simone Rouziéde, con Rocca, Carmet, René Berthier, cabaret La Tomate
- 1955 : Ornifle ou le Courant d'air di Jean Anouilh con Pierre Brasseur & Jacqueline Maillan, allestimento di Jean Anouilh e Roland Piétri, Théâtre des Champs-Élysées : Machetu (3 novembre)
- 1955 : Nekrassov di Jean-Paul Sartre, allestimento di Jean Meyer, con Michel Vitold, Jean Parédès, Roland Armontel - de Funès è stato usato nella messa in scena durante le prove
- 1955 : Poppi di Georges Sonnier, allestimento di Pierre Valde, con Maryse Paillet, Maurice Vallier, Théâtre Verlaine : Poppi (5 marzo)
- 1957 : Faisons un rêve di Sacha Guitry, regia dell'autore, Théâtre des Variétés (30 marzo)
- 1959 : Oscar (poi trasposto in film nel 1967 - in Italia col titolo Io, due figlie, tre valigie) di Claude Magnier, allestimento di Jacques Mauclair, con la compagnia teatrale Herbert-Karsenty
- 1961 : Oscar di Magnier, allestimento di Mauclair, Théâtre des Champs-Élysées (21 gennaio-1º luglio)
- 1962 : La Grosse Valse di Robert Dhéry, regia dell'autore, con Robert Dhéry, Colette Brosset, Liliane Montevecchi, Jacques Legras, Janine de Waleyne, Pierre Tornade, Françoise Moncey, Guy Grosso, Michel Modo, Théâtre des Variétés : il doganiere Roussel
- 1971-1973 : Oscar di Magnier, con Maria Pacôme, Olivier de Funès, Mario David, Corinne Le Poulain, allestimento di Mondy, Théâtre du Palais-Royal : Bertrand Barnier (30 novembre-21 maggio 1972/19 settembre-7 gennaio 1973)
- 1973 : La Valse des toréadors di Jean Anouilh, regia dell'autore e di Roland Piétri, con Sabine Azéma, Théâtre des Champs-Élysées : il Generale (19 ottobre).

## Discografia
Louis de Funès ha eseguito molte canzoni in scena, su schermo o in disco, tra cui::
- 1962 : Pour toi, Dans mes godasses, C'est défendu e Comme la douane in La Grosse Valse di Robert Dhéry, musica di Gérard Calvi, con Guy Grosso, Michel Modo, Pierre Tornade e Jacques Legras
- 1967 : Ferme tes yeux mon bébé, melodia e parole di « mémé Fourchaume » in Si salvi chi può
- 1970 : Les Poupons (o Quand tu fais « La la la - la la »), musica di François de Roubaix, parole di Jean Halain e Remo Forlani, in Beato fra le donne con suo figlio Olivier de Funès
- 1981 (24 dicembre) : Le Divin Enfant sul set di Grand Anniversaire, spettacolo di varietà di France 3 animato da Guy Béart.

Ha inoltre registrato favole, giochi e storie per bambini (Gli Aristogatti) su microgroove.
- 1953 : La Tomate présente le Journal de Jules Renard (33 giri - Phillips - Rif: N 76007R)
- 1958 : Le Bœuf et l'Âne de la crèche con Louis de Funès (l'asino) e Jacques Fabbri (il bue) (33 giri - Erato - rif: LDEV 3097)
- 1958 : Le Bourgeois gentilhomme di Molière, interpretato tra gli altri da Louis de Funès e Bernard Blier (16 giri - Contrepoint - rif: V 16.25005.30) poi in 33 giri - Vogue - N° COF.11 (1972)
- 1959 : Les Fourberies de Scapin di Molière (16 giri - Contrepoint) poi in 33 giri - Vogue - N° COF.12 (1972)
- 1960 : La Grosse Valse (33 giri - rif: LD 593 30)
- 1964 : Louis de Funès joue avec les classiques (4 × 45 giri).
  - Volume 1 (Vogue, EPL 8259) 
    - Jean de La Fontaine : Le Corbeau et le Renard, Le Loup et l'Agneau, Le Coche et la Mouche
    - Jean de La Bruyère : Des biens de fortune, Giton et Phédon, De l'Homme : Gnathon

  - Volume 2 (Vogue, EPL 8260) 
    - Jean de La Fontaine : La Cigale et la Fourmi, Le Petit Poisson et le Pêcheur, Le Lion et le Moucheron
    - Jean Racine : Les plaideurs

  - Volume 3 (Vogue, EPL 8261)
    - Jean de La Fontaine : La Grenouille qui veut se faire aussi grosse que le bœuf, La Montagne qui accouche, Le Chat, la belette et le petit Lapin
    - Nicolas Boileau : Les Embarras de Paris

  - Volume 4 (Vogue, EPL 8262)
    - Jean de La Fontaine : Le Savetier et le Financier
    - Molière : Monologue de l'avare
    - Pierre Corneille : Stances à Marquise
    - Voltaire : La Vanité, Les oui et les non, Épigramme imité de l'anthologie
- 1964 : Louis de Funès interpreta Molière (L'Avare, Les Fourberies de Scapin, Le Bourgeois gentilhomme), La Fontaine (Fable) (33T - Vogue)
- 1969 : Un client sérieux una commedia di Georges Courteline con Fernandel (33T - Rif: DECA FM 133522) - Louis de Funès interpreta il ruolo del sostituto.
- 1979 : Le Double Disque d'or des enfants (33 giri - rif : Vg304)
- 1980 : Louis de Funès raconte les Aristochats (33 giri - Disneyland Records - rif: ST-3890 F)
- 1981 : Pour le mercredi de vos enfants con Bernard Blier, Les Charlots, Danièle Gilbert, Louis de Funès, Jean Chevrier, Pierre Tchernia, Pierre Perret. (33 giri - Vogue Clvlx 665) Louis de Funès y récite Le Corbeau et le Renard e Le Loup et l'Agneau.
- Hommage à Louis de Funès (2 × 33 giri - Vogue - rif:426010)

### Colonne sonore
- 1962 : Le Diable et les Dix commandements, con Fernandel (45 giri - barclay 70 466)
- 1962 : Le Gentleman d'Epson, con Jean Gabin
- 1963 : Carambolage, (45 giri - Vogue - rif: EPL 8098)
- 1963 : Faites sauter la banque, (45 giri - BEL AIR 211 151 M)
- 1963 : Nous irons à Deauville, con Sacha Distel (45 giri - rca victor 86006)
- 1963 : La Belle Américaine, (45 giri - Vogue - rif: EPL 7887)
- 1964 : Le Gendarme de St-Tropez, (33 giri - Seven Seas - rif : HIT 1402)
- 1965 : Le Gendarme à New York, (45 giri)
- 1965 : Le Corniaud, con Bourvil (45 giri - Barclay 70773)
- 1966 : La Grande Vadrouille, (45 giri)
- 1966 : Le Grand Restaurant, (45 giri - Barclay 70916)
- 1968 : Le Petit Baigneur, (45 giri - Vogue - rif: EPL8619)
- 1970 : L'Homme orchestre, (45 giri - Philips - rif: 6009 088)
- 1971 : La Folie des grandeurs, con Yves Montand (45 giri - LP - AZ118)
- 1973 : Les Aventures de Rabbi Jacob, (45 giri)
- 1976 : L'Aile ou la Cuisse, (33 giri - Vogue -LDY 28076)
- 1978 : La Zizanie, con Annie Girardot (33 giri - Warner Bros.)
- 1980 : L'Avare, con Michel Galabru
  - 45T - Wea - Filipacchi Music - scene : « Au voleur, au voleur » e scena della fustigazione
  - 33T - Wea - Filipacchi Music - rif : 68028
  - Coffret 3 × 33 giri + libretto di 8 pp. (Wea - Filipacchi Music - rif : 68028)

## Riconoscimenti
- Premio César
  - 1980 – Premio César onorario

## Incassi
Louis de Funès è il campione incontrastato al botteghino francese degli anni sessanta e settanta, con più di centocinquanta milioni di spettatori nei cinema. Tra 1964 e 1979, l'attore risultò il n°1 per ben sette volte (1964, 1965, 1966, 1967, 1970, 1973 e 1979). Nel 1967, è ancora una volta il n°1 con Le grandi vacanze, il n°2 con Io, due figlie, tre valigie e il n°5 con Fantomas contro Scotland Yard.

### Top 10 per afflusso di spettatori in Francia
1. Tre uomini in fuga: n°1 nel 1966, 17,27 milioni di spettatori
2. Colpo grosso ma non troppo: n°1 nel 1965, 11,74 milioni di spettatori
3. Una ragazza a Saint-Tropez: n°1 nel 1964, 7,8 milioni di spettatori
4. Le folli avventure di Rabbi Jacob: n°1 nel 1973, 7,29 milioni di spettatori
5. Le grandi vacanze: n°1 nel 1967, 6,98 milioni di spettatori
6. Calma ragazze, oggi mi sposo: n°2 nel 1968 (dopo Il Libro della giungla), 6,82 milioni di spettatori
7. Il gendarme e gli extraterrestri: n°1 nel 1979, 6,28 milioni di spettatori
8. Io, due figlie, tre valigie: n°2 nel 1967 (dopo Le grandi vacanze), 6,12 milioni di spettatori
9. L'ala o la coscia?: n°2 nel 1976 (dopo Lo squalo), 5,84 milioni di spettatori
10. Mania di grandezza: n°4 nel 1971, 5,56 milioni di spettatori

### Altri
6 gendarmi in fuga : n°1 nel 1970, con 4,87 milioni di spettatori
Si salvi chi può : n°4 nel 1968, 5,54 milioni di spettatori

## Doppiatori italiani
- Stefano Sibaldi in Un cadavere in fuga, Faccio saltare la banca, Tre uomini in fuga, Chi ha rubato il presidente?, Le grandi vacanze, Io, due figlie, tre valigie, Si salvi chi può, Calme ragazze, oggi mi sposo, Louis De Funès e il nonno surgelato, Beato fra le donne, 6 gendarmi in fuga, Manie di grandezza, Jo e il gazebo, L'ala o la coscia?
- Carlo Romano in Totò, Eva e il pennello proibito, Il delitto non paga, Il re delle corse, Le tentazioni quotidiane, Fantomas 70, Due uomini in fuga... per un colpo maldestro, Colpo grosso ma non troppo, Tre gendarmi a New York, Per favore, chiudete le persiane, Fantomas contro Scotland Yard
- Bruno Persa in Il sonnambulo, La traversata di Parigi, La legge del più furbo
- Lauro Gazzolo in I sette peccati capitali, I tartassati, I fortunati
- Oreste Lionello in Fantomas minaccia il mondo, Le folli avventure di Rabbi Jacob
- Leonardo Severini in Nemici... per la pelle, Aggrappato ad un albero, in bilico su un precipizio a strapiombo sul mare
- Elio Pandolfi in I fortunati (ridoppiaggio), I tre affari del signor Duval
- Gianfranco Bellini in Papà, mammà, la cameriera ed io...
- Mario Pisu in Frou-Frou
- Gianni Bonagura in Capitan Fracassa
- Carlo Baccarini in Una ragazza a Saint-Tropez